# 還元酵素
還元酵素（かんげんこうそ、reductase）とは、酸化還元酵素の一種で分子状酸素以外の基質を電子受容体とする酵素である。リダクターゼ・レダクターゼなどとも呼ばれる。
分類はフェレドキシン‐NADP+還元酵素のように電子伝達系に含まれるものから、硝酸還元酵素のように還元的同化・合成に関与するものなど多岐にわたる。あるいは電子受容体が明らかになっていないものもある。
補欠分子族としてフラビン，モリブデン，ヘムあるいは非ヘム鉄を含むものもある。
HMG-CoA還元酵素阻害剤やアンドロゲン5α還元酵素阻害剤は医薬品に利用されている。